# 道の駅田園の里うりゅう
道の駅田園の里うりゅう（みちのえき でんえんのさとうりゅう）は、北海道雨竜郡雨竜町にある国道275号の道の駅である。

## 主な施設
- 駐車場
  - 普通車：44台
  - 大型車：10台
  - 身障者用 : 2台
- トイレ（いずれも24時間利用可能）
  - 男：大 2器（洋式2） 小 5器
  - 女：5器（和式1・洋式4）
  - 身障者用：1器
- 公衆電話：2台
- 公衆FAX：1台
- 売店（特産物販売店） ※営業時間は、9:00 - 18:00（5月 - 10月）、9:00 - 16:00（11月 - 4月）
- レストラン 営業時間は、11:00 - 19:00（5月 - 10月）、11:00 - 16:00（11月 - 4月）
- テイクアウトコーナー（雨竜米揚げかまぼこ）
- 雨竜沼自然館 営業時間は、10:00 - 18:00（5月 - 10月）、10:00 - 16:00（11月 - 4月）
雨竜町内在住の写真家による雨竜沼湿原の写真パネルの展示、DVDの放映、DVDの販売をおこなっている。

## 休館日
- 年末年始（12月31日 - 1月2日）

## アクセス
- 国道275号

## 周辺
- 雨竜沼湿原
- 雨竜川
- 雨竜町役場
- 北海道雨竜高等養護学校